# Tetragonula pagdeni
Tetragonula pagdeni är en biart som först beskrevs av Schwarz 1939.  Tetragonula pagdeni ingår i släktet Tetragonula och familjen långtungebin. Inga underarter finns listade.

## Utseende
Ett litet bi med en kroppslängd hos arbetaren på omkring 4 mm, och en vingbredd på drygt 4 mm. Hanens kroppslängd är endast något större. Färgen är mörkbrun till svart, med antenner som hos arbetarna i huvudsak är rödgula till rödbruna. Hos hanarna är de mörkare, oftast rent bruna.

## Ekologi
Släktet Tetragonula tillhör de gaddlösa bina, ett tribus (Meliponini) av sociala bin som saknar fungerande gadd. De har dock kraftiga käkar, och kan bitas ordentligt. Boet skyddas aggressivt av arbetarna.
Senare forskning (2007, 2010) har konstaterat en nära släktskap mellan Tetragonula pagdeni och i första hand Tetragonula iridipennis, men även Tetragonula clypearis och Tetragonula minor, men något definitivt resultat om deras taxonomiska ställning har ännu inte (2013) framkommit.

## Utbredning
Arten har påträffats i Kina (Yunnan), Myanmar, Kambodja, Malaysia och Thailand.